# Fiat 124 Sport Spider
La Fiat 124 Sport Spider è un'autovettura sportiva 2+2 posti cabriolet prodotta dalla casa automobilistica italiana FIAT dal 1966 al 1985. Presentata al pubblico nel novembre del 1966 al salone dell'automobile di Torino, la sua produzione fu principalmente esportata negli Stati Uniti d'America.

## Il contesto
A seguito del successo della Fiat 124, furono preparate le versioni sportive della vettura, la 124 Sport Coupé e la 124 Sport Spider. La coupé e la spider erano imparentate alla 124 versione berlina nel nome e attraverso l'utilizzo di molta meccanica e, nel caso della coupé, anche del pianale.
La "Sport Spider" era realizzata sul telaio accorciato della berlina ed era equipaggiata con un motore 4 cilindri bialbero di 1438 cm³ alimentato con un carburatore doppio corpo, con comando della distribuzione, all'avanguardia per l'epoca, a cinghia dentata in gomma, in grado di erogare 90  CV a 6500 giri/min e imprimere alla vettura una velocità massima dichiarata di 170 km/h (velocità effettiva dalla prova su strada di "Quattroruote", maggio 1967, 173 km/h). Aveva un retrotreno a ponte rigido modificato nei punti d'attacco (due coppie di puntoni longitudinali, in luogo del precedente schema "a croce", per migliorare la precisione di guida) e il servofreno di serie. Fu anche reso disponibile di serie un nuovo cambio a cinque marce. Di fatto, questi due nuovi modelli sostituirono nel listino i precedenti modelli sportivi "1500 S" e "1600 S" appena tolti di produzione.
La spider fu progettata e anche prodotta da Pininfarina; lo stile è opera di Tom Tjaarda. La coupé e la spider furono vendute per la prima volta negli Stati Uniti d'America dal 1968. 

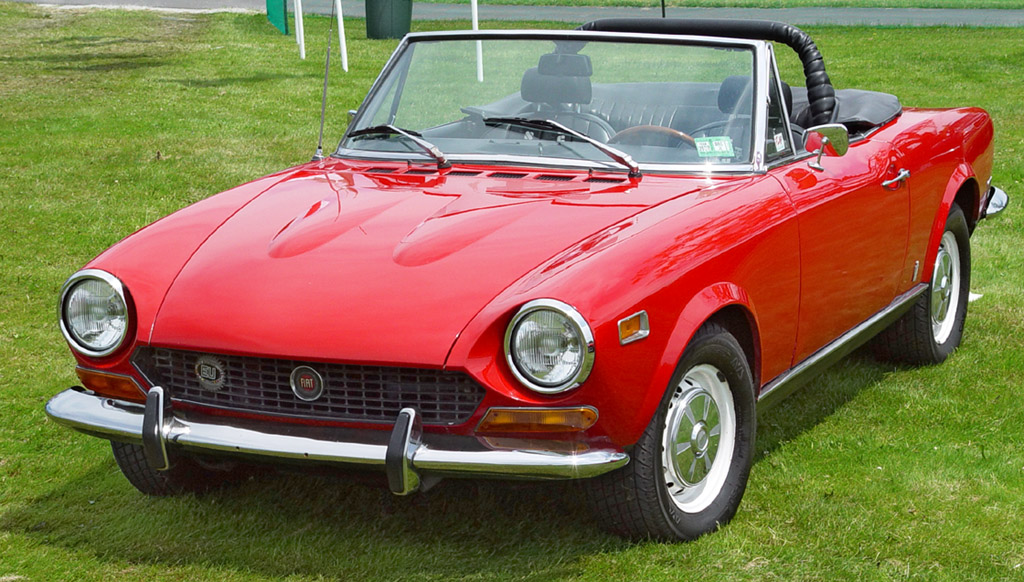
Fiat 124 Spider America 1800 del 1974

Nel 1969, la 124 Spider era la più abbordabile vettura con motore bialbero, freni a disco sulle quattro ruote, tergicristallo a intermittenza, controllo delle luci sul piantone dello sterzo, pneumatici radiali e cambio a cinque rapporti manuali. La vettura era a trazione posteriore.
Nel 1969 venne presentata la seconda serie (riconoscibile dalle gobbe sul cofano), mentre nel 1972 uscì sul mercato la terza serie.
Le sospensioni erano di tipo convenzionale: l'avantreno era a ruote indipendenti, con trapezi e molle elicoidali, mentre il retrotreno era ad assale rigido con puntoni longitudinali di reazione e molle elicoidali. Su ogni asse sono presenti una barra stabilizzatrice ed una coppia d'ammortizzatori idraulici telescopici.
Alla fine della sua carriera, la 124 Spider fu tolta dal listino FIAT insieme alla X1/9 per delegare la loro produzione alle rispettive carrozzerie. La 124 Spider era infatti opera di Pininfarina, mentre la X1/9 era progettata da Bertone, e gli ultimi esemplari prodotti non portavano più il marchio FIAT, ma quello delle carrozzerie.

## Le Fiat Abarth 124 Rally

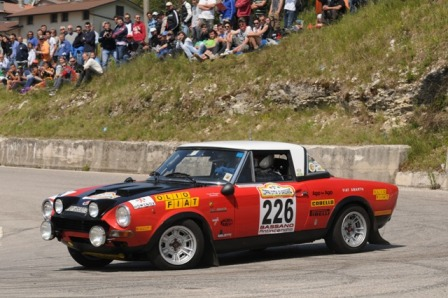
Fiat 124 Abarth Gr.4 Guiotto, Ghiraldelli

Una versione particolare fu la 124 Abarth rally che ebbe un retrotreno a ruote indipendenti con opzionale il differenziale autobloccante, un tetto rigido, più comodi posti a sedere, a richiesta sedili avvolgenti Fusina, un aggiornamento degli interni e solo tre colorazioni disponibili per la carrozzeria:  azzurro chiaro 480, rosso vivo 152 , bianco 212, le 3 versioni avevano i cofani in nero opaco, tra le quali la celebre livrea rossa con cofano e baule in nero opaco della "Spider 124 Sport Abarth Rally" del 1973.
All'inizio degli anni settanta alcuni piloti privati gareggiavano, ottenendo discreti risultati, con delle 124 Sport Spider 1600 (con hard top in plastica saldato alla carrozzeria) elaborate, a molti rally internazionali.
Considerando la modestia della preparazione (che coinvolgeva il motore, la taratura delle sospensioni e l'alleggerimento della carrozzeria), la FIAT, da sempre riluttante alle competizioni, intuì il potenziale della vettura e diede mandato all'Abarth, ormai assorbita e trasformata in "reparto corse", di sviluppare una 124 ufficiale.
La scelta cadde, confermando l'intuizione dei privati, sulla Sport Spider (il cui telaio a passo corto s'adattava meglio alle gare) a cui venne applicato un hard top nero opaco semifisso. La preparazione prevedeva l'elaborazione del motore (la motorizzazione di partenza era il bialbero di 1756 cm³), l'alleggerimento della carrozzeria (ottenuto attraverso l'adozione di cofani in materiale plastico nero opaco, l’utilizzo di lamierati con uno spessore inferiore di un decimo a quelli della spider normale,l'impiego di alluminio per le portiere, l'eliminazione dei paraurti e la semplificazione dell'allestimento interno). Eliminata la capote, al suo posto era presente un hard-top in resina, amovibile in caso di necessità. Completava la dotazione un roll-bar ad arco, imbullonato posteriormente sui parafanghi, con adeguati rinforzi strutturali.
Il vero passo importante fu l'adozione di una sospensione posteriore a ruote indipendenti completamente nuova, la possibilità di reali regolazioni dell'assetto e l'adozione di cerchi in lega con pneumatici maggiorati (che comportava la presenza di codolini passaruota neri). 
Anche l'impianto luminoso venne migliorato con l'adozione di 4 fari di profondità supplementari.
L'elaborazione del motore prevedeva l'adozione dei seguenti particolari: carburatori doppio corpo IDF 44 con venturi da 36 mm (la versione 1600 e 1800 adottava i carburatori IDF 40 con venturi da 32 mm) e un nuovo impianto di scarico con collettori tubolari 4-2-1. Gli assi a camme restano invariati rispetto al modello 1800 ma con fasatura molto diversa.
La Fiat Abarth 124 Rally stradale, che venne presentata nel novembre 1972 e costruita in 1.013 esemplari, era spinta da una variante portata a 128 CV del bialbero di 1756 cm³. Le versioni da gara di 1998 cm³, con l'ausilio di iniezione meccanica e, successivamente, anche di testata a 16 valvole, disponevano di potenze comprese fa 190 ed i 215 CV.
La Abarth Rally ottenne molti successi in campo italiano ed europeo, ma non vinse il titolo mondiale a causa della presenza della Lancia Stratos.
La versione stradale uscì di listino nel 1975.

## Pininfarina Spidereuropa
La "Sport Spider", prodotta sin dall'inizio dalla Pininfarina proseguì la sua carriera europea solo fino al '75. Tra il 1975 ed il 1981 infatti la versione aperta della "124" continuò ad essere prodotta, col nome di Fiat Spider, per il solo mercato USA.

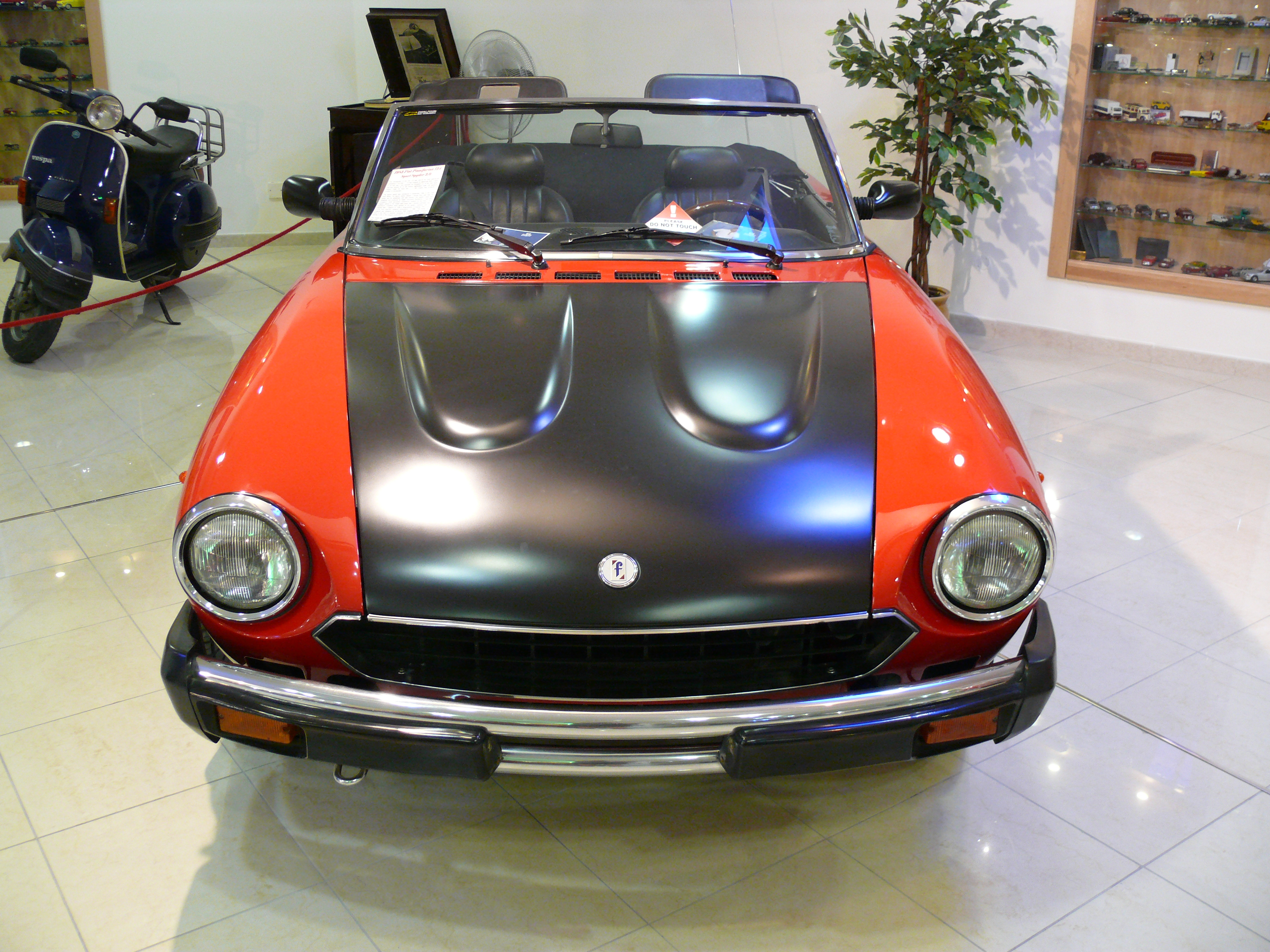
Pininfarina Spidereuropa 2.0 del 1983

Rispetto all'europea la versione nordamericana adottava, per adeguarsi alle leggi statunitensi, massicci paraurti ad assorbimento, gruppi ottici posteriori più ampi e dispositivi antinquinamento applicati al motore. Quest'ultimo era inizialmente il bialbero 1756 cm³ alimentato da un carburatore doppio corpo; successivamente fu portato a 1995 cm³ sulla Fiat Spider 2000, ed infine ricevette l'iniezione elettronica Bosch. A causa delle normative statunitensi sulle emissioni inquinanti, nell'ultima versione ad iniezione era in grado di erogare solamente 105 CV.
Nel 1981 la Spider tornò anche in Europa, assemblata e commercializzata dalla Pininfarina col nome di Pininfarina Spidereuropa. Era identica alla versione USA, salvo alcune differenze: paraurti massicci ma non ammortizzati, mancanza delle luci di posizione laterali su muso e coda, strumentazione rivista e assenza della panchetta posteriore.
Tutte le spider uscirono di listino nel 1985 dopo circa 150 000 esemplari prodotti.

### Spidereuropa Volumex
Nel 1983 venne presentata la Spidereuropa Volumex, che si distingueva dalla normale Spider per il motore sovralimentato tramite un compressore volumetrico, che elevava la potenza a 136 CV. Su questa versione il carburatore prendeva nuovamente il posto dell'iniezione elettronica. Esteticamente la Volumex si distingueva per i cerchi in lega leggera da 15 pollici con pneumatici di misura 195/50, un filetto rosso lungo la fiancata e le "gobbe" sul cofano motore maggiorate.
Vennero prodotti soltanto 500 esemplari numerati divisi in due serie di quest'auto; le colorazioni disponibili erano: bordeaux metallizzato, nero metallizzato, antracite metallizzato e secondo alcune fonti anche 2 esemplari azzurro metallizzato, 2 verde metallizzato, 2 argento metallizzato e 1 rossa opaca.

## Motori

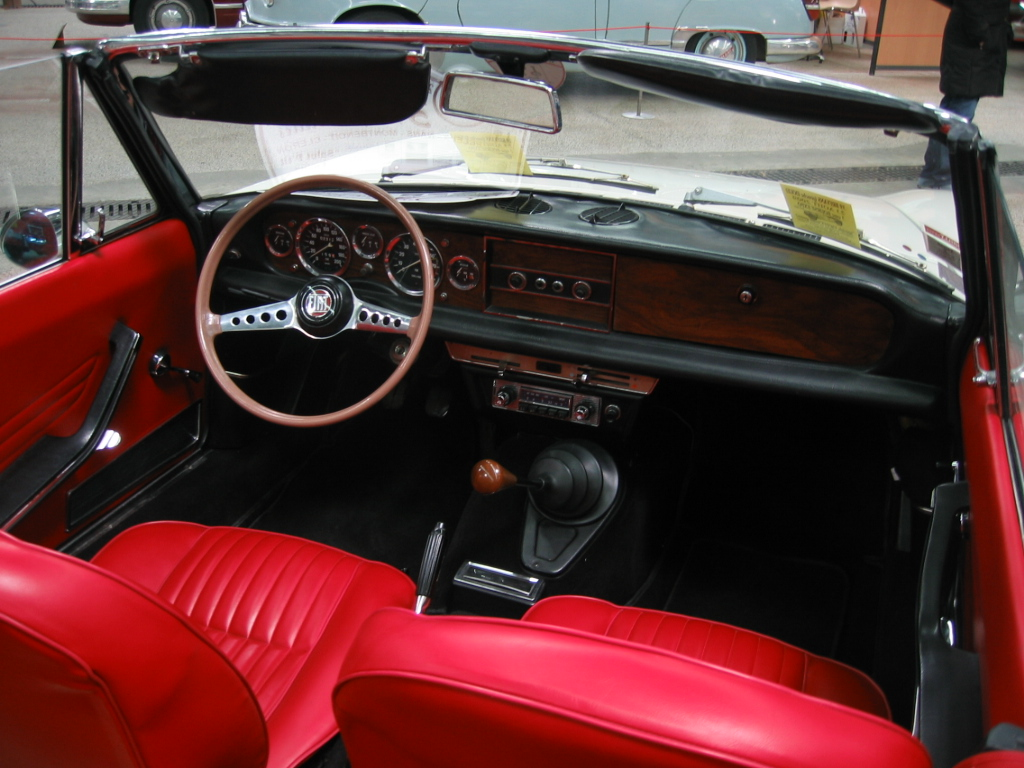
Cruscotto della Fiat 124 Sport Spider del 1968

Il motore utilizzato nella Spider e nella Coupé era bialbero in testa. Era una versione con testata in alluminio di tipo “crossflow”, del propulsore a valvole in testa utilizzato nella 124 berlina. La testata “crossflow” aveva la caratteristica di avere i collettori d'aspirazione da un lato della stessa e i collettori di scarico dall'altro. Era un motore in linea a quattro cilindri.
Il primo motore prodotto per la 124 Sport Spider nel 1966 aveva una cilindrata di 1438 cm³, incrementata a 1608 cm³ nel 1970. Nel 1972 venne rimpiazzato da due nuovi motori derivanti dalla Fiat 132, sempre a 4 cilindri con due alberi a camme in testa ma alimentati da 1 solo carburatore a doppio corpo, per ottenere migliore elasticità ai bassi regimi, di 1592 e 1756 cm³ (potenze rispettivamente di 108  CV e 118  CV, entrambe ottenute a 6000 giri/min). Infine, fu portato a 1995 cm³ nel 1979.
Un sistema a iniezione sostituì i carburatori negli anni ottanta. Ci fu anche una versione sovralimentata, chiamata Volumex, realizzata alla fine della produzione, ed oggi rara.
Questa famiglia di motori, progettata dall'ex ingegnere capo della Ferrari, Aurelio Lampredi, fu uno dei propulsori più longevi della storia dell'automobilismo, dato che rimase in produzione fino agli anni novanta. Questo bialbero fu il primo ad utilizzare le cinghie di distribuzione in gomma rinforzata, e questa fu un'innovazione che fu applicata anche decenni dopo la sua introduzione. Fu installato in molte vetture da competizione come la Fiat 131 Mirafiori, la Lancia Beta Montecarlo, la Lancia Delta integrale e molte altre.
| Modello     | Cilindrata cm³ | Potenza CV/kW                                  |
| ----------- | -------------- | ---------------------------------------------- |
| 1400        | 1438           | 89/66                                          |
| 1600        | 1608           | 110/81                                         |
| 1600        | 1592           | 104/78                                         |
| 1800        | 1756           | 114/84                                         |
| 1800 Abarth | 1756           | 128/94                                         |
| 1800i       | 1756           | 90/66 (mercato USA)                            |
| 2000i       | 1995           | 105/78 (motore usato anche per il mercato USA) |
| VX          | 1995           | 135/99 sovralimentata                          |

## Dati tecnici
| Caratteristiche tecniche - Fiat 124 Sport Spider del 1966      | Caratteristiche tecniche - Fiat 124 Sport Spider del 1966 | Caratteristiche tecniche - Fiat 124 Sport Spider del 1966 | Caratteristiche tecniche - Fiat 124 Sport Spider del 1966 | Caratteristiche tecniche - Fiat 124 Sport Spider del 1966 | Caratteristiche tecniche - Fiat 124 Sport Spider del 1966 |
| Configurazione                                                 | Configurazione | Configurazione | Configurazione | Configurazione | Configurazione |
| -------------------------------------------------------------- | --- | --- | --- | --- | --- |
| Carrozzeria: Cabriolet                                         | Carrozzeria: Cabriolet | Posizione motore: anteriore longitudinale | Posizione motore: anteriore longitudinale | Trazione: posteriore | Trazione: posteriore |
| Dimensioni e pesi                                              | | | | | |
| Ingombri (lungh.×largh.×alt. in mm): 3970 × 1610 × 1250        | Ingombri (lungh.×largh.×alt. in mm): 3970 × 1610 × 1250 | Ingombri (lungh.×largh.×alt. in mm): 3970 × 1610 × 1250 | Ingombri (lungh.×largh.×alt. in mm): 3970 × 1610 × 1250 | Diametro minimo sterzata: 10,04 m | Diametro minimo sterzata: 10,04 m |
| Interasse: 2280 mm                                             | Interasse: 2280 mm | Carreggiate: anteriore 1350 - posteriore 1320 mm | Carreggiate: anteriore 1350 - posteriore 1320 mm | Altezza minima da terra: 120 mm | Altezza minima da terra: 120 mm |
| Posti totali: 2+2                                              | Posti totali: 2+2 | Bagagliaio: 170 dm³ | Bagagliaio: 170 dm³ | Serbatoio: 45 l | Serbatoio: 45 l |
| Masse                                                          | a vuoto: 920 kg | a vuoto: 920 kg | a vuoto: 920 kg | a vuoto: 920 kg | a vuoto: 920 kg |
| Meccanica                                                      | | | | | |
| Tipo motore: 4 cilindri in linea ciclo Otto a corsa corta      | Tipo motore: 4 cilindri in linea ciclo Otto a corsa corta | Tipo motore: 4 cilindri in linea ciclo Otto a corsa corta | Cilindrata: (Alesaggio x corsa = 80 x 71,5 mm); 1.438 cm³ | Cilindrata: (Alesaggio x corsa = 80 x 71,5 mm); 1.438 cm³ | Cilindrata: (Alesaggio x corsa = 80 x 71,5 mm); 1.438 cm³ |
| Distribuzione: a 2 valvole con doppio albero a cammes in testa | Distribuzione: a 2 valvole con doppio albero a cammes in testa | Distribuzione: a 2 valvole con doppio albero a cammes in testa | Alimentazione: a carburatore invertito doppio corpo Weber 34DHF | Alimentazione: a carburatore invertito doppio corpo Weber 34DHF | Alimentazione: a carburatore invertito doppio corpo Weber 34DHF |
| Prestazioni motore                                             | Potenza: 90 CV DIN a 6.500 giri/min / Coppia: 11 mkg DIN a 3.600 giri/min | Potenza: 90 CV DIN a 6.500 giri/min / Coppia: 11 mkg DIN a 3.600 giri/min | Potenza: 90 CV DIN a 6.500 giri/min / Coppia: 11 mkg DIN a 3.600 giri/min | Potenza: 90 CV DIN a 6.500 giri/min / Coppia: 11 mkg DIN a 3.600 giri/min | Potenza: 90 CV DIN a 6.500 giri/min / Coppia: 11 mkg DIN a 3.600 giri/min |
| Accensione:                                                    | Accensione: | Accensione: | Impianto elettrico: a 12 V | Impianto elettrico: a 12 V | Impianto elettrico: a 12 V |
| Frizione: monodisco a secco a comando idraulico                | Frizione: monodisco a secco a comando idraulico | Frizione: monodisco a secco a comando idraulico | Cambio: a 5 rapporti + RM | Cambio: a 5 rapporti + RM | Cambio: a 5 rapporti + RM |
| Telaio                                                         | | | | | |
| Corpo vettura                                                  | Scocca metallica autoportante | Scocca metallica autoportante | Scocca metallica autoportante | Scocca metallica autoportante | Scocca metallica autoportante |
| Sterzo                                                         | a vite e rullo | a vite e rullo | a vite e rullo | a vite e rullo | a vite e rullo |
| Sospensioni                                                    | anteriori: a ruote indipendenti, trapezi e molle elicoidali, ammortizzatori idraulici telescopici / posteriori: ad assale rigido, puntoni longitudinali di reazione, molle elicoidali, barra trasversale, ammortizzatori idraulici telescopici | anteriori: a ruote indipendenti, trapezi e molle elicoidali, ammortizzatori idraulici telescopici / posteriori: ad assale rigido, puntoni longitudinali di reazione, molle elicoidali, barra trasversale, ammortizzatori idraulici telescopici | anteriori: a ruote indipendenti, trapezi e molle elicoidali, ammortizzatori idraulici telescopici / posteriori: ad assale rigido, puntoni longitudinali di reazione, molle elicoidali, barra trasversale, ammortizzatori idraulici telescopici | anteriori: a ruote indipendenti, trapezi e molle elicoidali, ammortizzatori idraulici telescopici / posteriori: ad assale rigido, puntoni longitudinali di reazione, molle elicoidali, barra trasversale, ammortizzatori idraulici telescopici | anteriori: a ruote indipendenti, trapezi e molle elicoidali, ammortizzatori idraulici telescopici / posteriori: ad assale rigido, puntoni longitudinali di reazione, molle elicoidali, barra trasversale, ammortizzatori idraulici telescopici |
| Freni                                                          | anteriori: a disco / posteriori: a disco; con comando idraulico e servofreno a depressione Freno a mano sulle posteriori con comando meccanico                                                                                                 | anteriori: a disco / posteriori: a disco; con comando idraulico e servofreno a depressione Freno a mano sulle posteriori con comando meccanico                                                                                                 | anteriori: a disco / posteriori: a disco; con comando idraulico e servofreno a depressione Freno a mano sulle posteriori con comando meccanico                                                                                                 | anteriori: a disco / posteriori: a disco; con comando idraulico e servofreno a depressione Freno a mano sulle posteriori con comando meccanico                                                                                                 | anteriori: a disco / posteriori: a disco; con comando idraulico e servofreno a depressione Freno a mano sulle posteriori con comando meccanico                                                                                                 |
| Pneumatici                                                     | 165 x 13" | 165 x 13" | 165 x 13" | 165 x 13" | 165 x 13" |
| Prestazioni dichiarate                                         | | | | | |
| Velocità: 173,665 km/h                                         | Velocità: 173,665 km/h | Velocità: 173,665 km/h | Accelerazione: 31"1 sul km da fermo | Accelerazione: 31"1 sul km da fermo | Accelerazione: 31"1 sul km da fermo |
| Consumi                                                        | medio 9,5 lt/100 km | medio 9,5 lt/100 km | medio 9,5 lt/100 km | medio 9,5 lt/100 km | medio 9,5 lt/100 km |
| Fonte dei dati: Quattroruote, aprile 1967                      | | | | | |